# Служба каталогов
Служба каталога (англ. Directory Service) — средство иерархического представления ресурсов и информации об этих ресурсах. Под ресурсами могут пониматься материальные ресурсы, персонал, сетевые ресурсы и т. д.
Каждый ресурс может принадлежать одному или более классам. Каждый класс показывает, что ресурс является сущностью определённого типа и имеет определённый набор свойств. Совокупности классов могут объединяться в схемы, которые описывают типы ресурсов, применяемые в отдельно взятой предметной области.
Служба каталогов в контексте компьютерных сетей — программный комплекс, позволяющий администратору работать с упорядоченным по ряду признаков массивом информации о сетевых ресурсах (общие папки, серверы печати, принтеры, пользователи и т. д.), хранящимся в едином месте, что обеспечивает централизованное управление как самими ресурсами, так и информацией о них, а также позволяющий контролировать использование их третьими лицами.

## Историческая справка
1984 год — компания Banyan выпустила первую службу каталогов — StreetTalk для сети предприятия
под управлением системы Banyan VINES.
1992 год, когда VINES for SCO Unix, позднее переименованная в Enterprise Network Services (ENS) for SCO Unix, распространила службу Banyan, включая StreetTalk, на SCO Unix.
1993 год — компания Novell представила сетевую ОС NetWare 4, в состав которой входила объектно-ориентированная служба каталогов с названием NetWare Directory Services (впоследствии называющаяся Novell Directory Services (NDS)).
1993 год — компания Microsoft представляет Windows NT Directory Services (NTDS) в комплекте с новой ОС Windows NT Server.
В дальнейшем NDS развилась в eDirectory, а NTDS — в Active Directory.
В течение 1980-х годов международной организацией International Telegraph and Telephone Consultative Committee разрабатывался общий стандарт для службы каталогов, в дальнейшем ставший называться X.500, частью которого является протокол доступа к каталогу DAP (Directory Access Protocol), используемый в современных службах каталогов в облегчённом варианте LDAP (Lightweight Directory Access Protocol) по причине первоначальной всеобъемлющей функциональности, оказавшейся неуместной для персональных компьютеров.

## Реализация
Службы каталогов имеют целый ряд коммерческих и свободных программных реализаций.
Коммерческие:
- 389 Directory Server, также Red Hat Directory Server - LDAP-сервер от компании RedHat (до 2009 года — Fedora Directory Server, см. также FreeIPA);
- ALD Pro - российское решение от компании Группа Астра (для AstraLinux и не только) ;
- Apple Open Directory - форк проекта OpenLDAP от компании Apple;
- CommuniGate Pro - LDAP-сервер входящий в составе group-ware-сервера CommuniGate;
- iPlanet Directory - решение от компании Sun Microsystems, впоследствии трансформировано в Oracle Directory Server Enterprise Edition (ODSEE)
- IBM Tivoli Directory Server;
- Microsoft Active Directory;
- Novell eDirectory;
- Oracle Directory Server Enterprise Edition, Oracle Internet Directory, Oracle Unified Directory

Некоммерческие:
- Apache Directory Server;
- EJY LDAP Server - LDAP-сервер на основе Java ;
- ldapjs - JavaScript  LDAP-сервер на основе фреймворка Node.js ;
- FreeIPA - бесплатное open-source-решение, основа и некоммерческий аналог 389 Directory Server;
- OpenDJ и OpenDS - ;
- OpenLDAP;
- ReOpenLDAP - ;
- Samba, начиная с версии 4.0;